# Grupo alcoxi

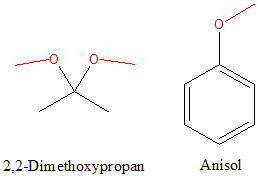
Ejemplo proyecto de Grupo Alcoxi

En química, un grupo alcoxi es un grupo alquilo unido a un átomo de oxígeno, es decir, RO-. En donde R es el grupo alquilo.

## Propiedades químicas
Es un aceptor electrónico por vía sigma, por la alta electronegatividad del oxígeno, y un dador electrónico por vía pi, por los pares electrónicos solitarios.

## Reactividad
Actúa como nucleófilo pudiendo desplazar a otros grupos como, por ejemplo, halógenos.

## Nomenclatura
Se emplea el nombre del radical alquilo (R) y añadiendo la terminación oxi. Por ejemplo, en el CH2=CH-CH2-O-, el grupo alquilo sería alilo, y añadiendo la terminación oxi resulta aliloxi.
Hay casos en los que el nombre se acorta, por ejemplo:
- Metoxi: CH3-O-
- Fenoxi: C6H5-O-